# فضيل سابا
فضيل سابا (1901 – 1988)، مصور فلسطيني وُلد في مدينة الناصرة بفلسطين وتوفي بمدينة سان دييغو بأمريكا. يُعد من أوائل المصورين المحترفين في فلسطين في النصف الأول من القرن العشرين، وعُرف بأعماله التي وثقت الحياة الاجتماعية والسياسية والثقافية في فلسطين قبل النكبة، ثم في المنافي العربية بعد عام 1948. 

## النشأة والبدايات
وُلد فضيل سابا في الناصرة عام 1901 لعائلة فلسطينية مسيحية. تلقى تعليمه المبكر في مدارس المدينة، قبل أن يتجه إلى التصوير الفوتوغرافي كمهنة، في وقت كانت فيه هذه الحرفة لا تزال حديثة في المنطقة.

## أستوديو سابا في يافا
في ثلاثينيات القرن العشرين، أسس فضيل سابا أستوديو سابا في مدينة يافا، والذي سرعان ما أصبح من أشهر الاستوديوهات الفوتوغرافية في فلسطين. التقط من خلاله صورًا لعائلات فلسطينية، ومناسبات اجتماعية، وفعاليات سياسية، وشخصيات عامة، كما صوّر مناظر للمدن الفلسطينية مثل القدس ويافا وحيفا.

## النكبة والمنفى

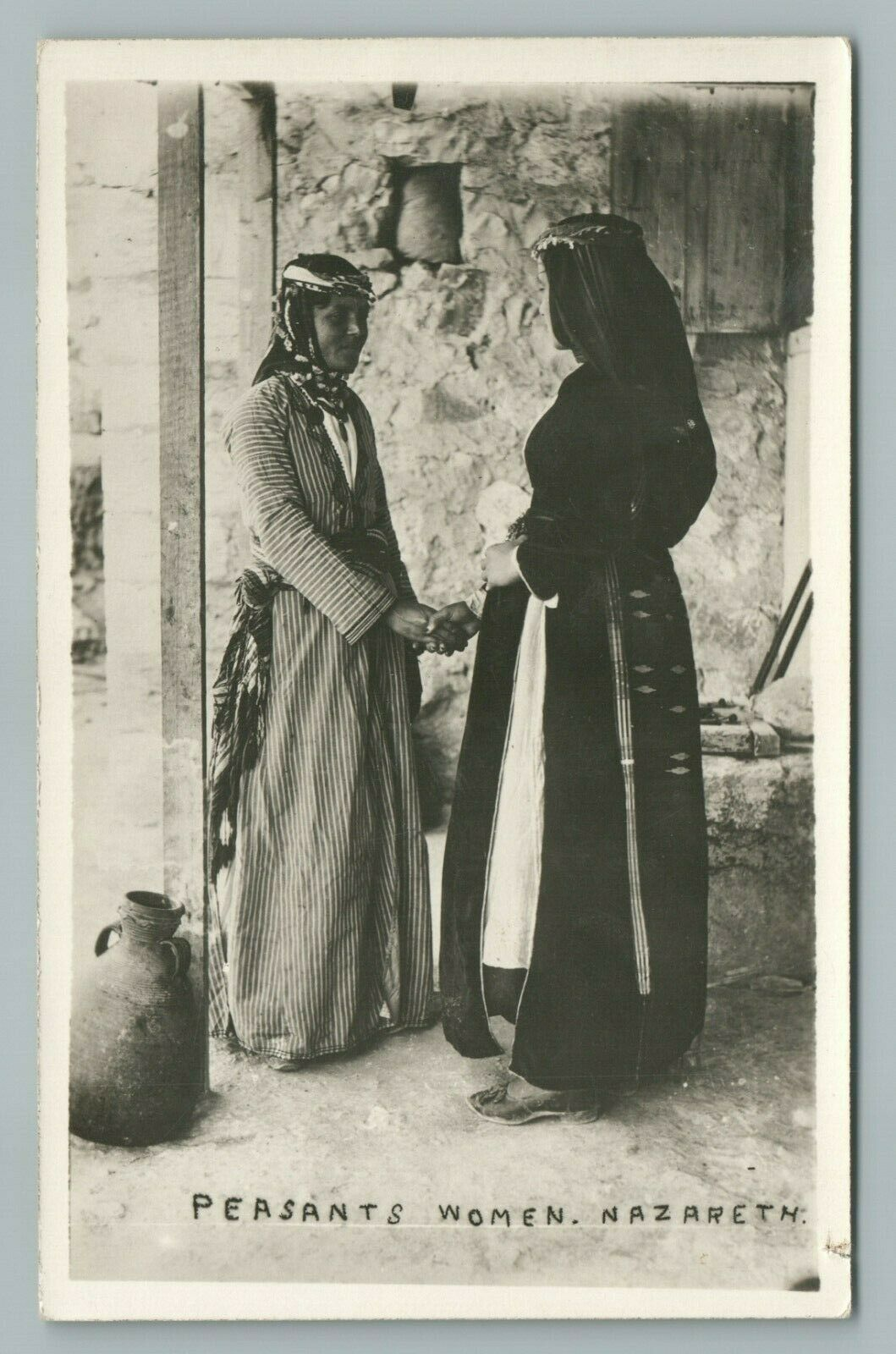
امرأتان فلاحتان بالناصرية بعدسة فضيل سابا

بعد نكبة عام 1948، اضطر فضيل سابا إلى مغادرة فلسطين، وتنقل بين لبنان والأردن ودول عربية أخرى، حيث واصل عمله كمصور، موثقًا أوضاع اللاجئين الفلسطينيين وظروف الشتات. أصبحت صوره لاحقًا مادة أرشيفية مهمة لفهم تجارب الفلسطينيين في المنفى.

## الإرث والتأثير
أعيد اكتشاف أرشيف فضيل سابا في العقود الأخيرة، وبدأت مؤسسات ثقافية وفنية تهتم بجمع وحفظ صوره، كما استُخدمت في معارض ومشاريع بحثية توثيقية عن فلسطين قبل النكبة. يُعد سابا من أوائل من مارسوا التصوير الوثائقي في العالم العربي، ويُنسب إليه دور مهم في تشكيل الذاكرة البصرية الفلسطينية. كما شارك في توثيق أعمال عدد من البعثات الأثرية في فلسطين وبلاد الشام، كما عمل في مواقع الحفريات الأثرية في كل من مصر وأنطاكية (في منطقة الأناضول بتركيا)، حيث تخصص في تصوير المصاطب والفسيفساء، وهي مواضيع تتطلب تقنيات دقيقة ومتقدمة في التصوير الفوتوغرافي.

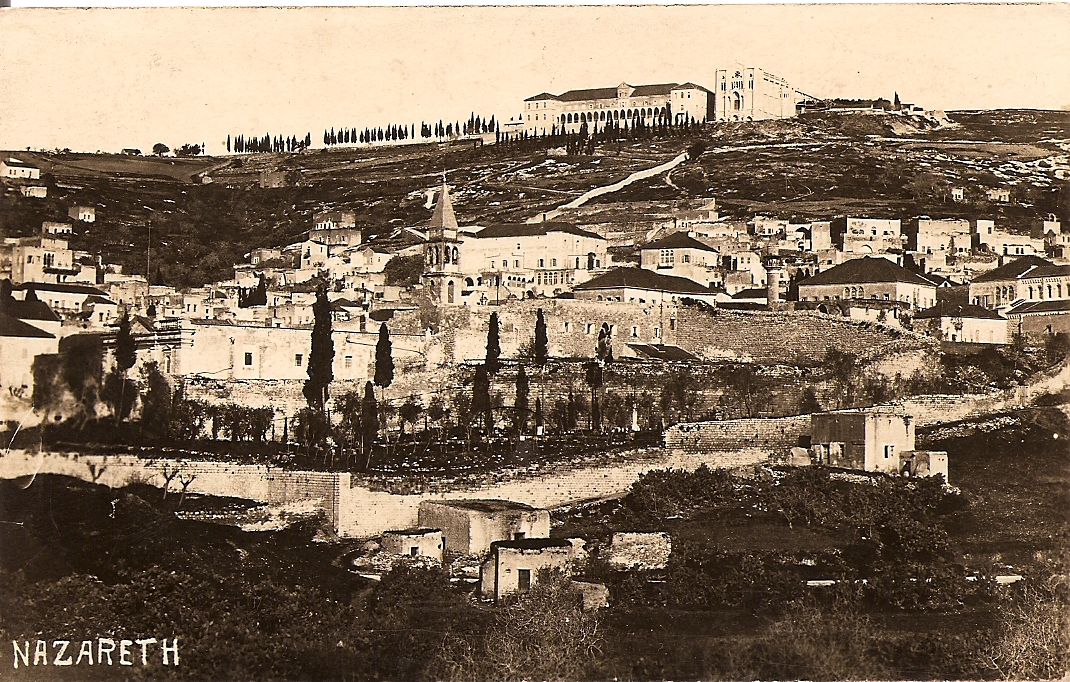
مدينة الناصرة بعدسة فضيل سبا
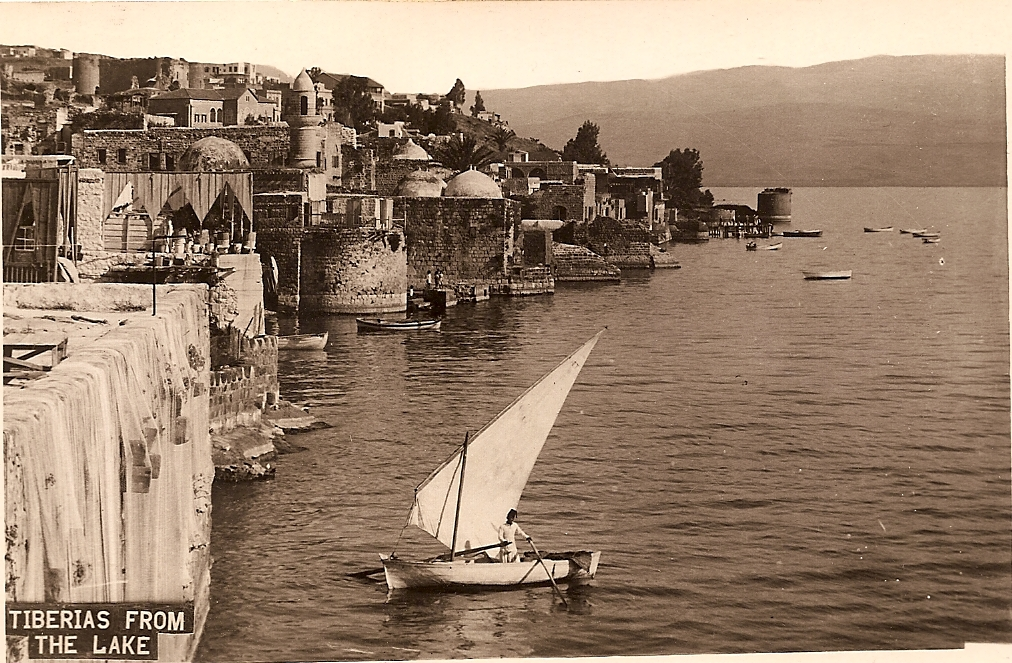
مدينة طبرية بعدسة فضيل سبا
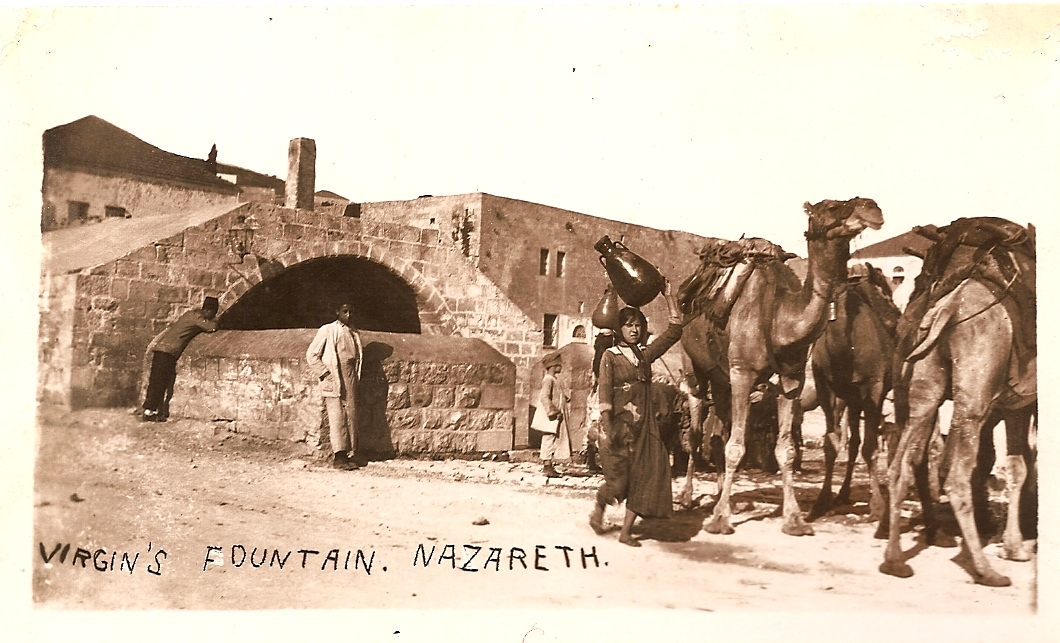
سقاية ماء مدينة الناصرة بعدسة فضيل سبا
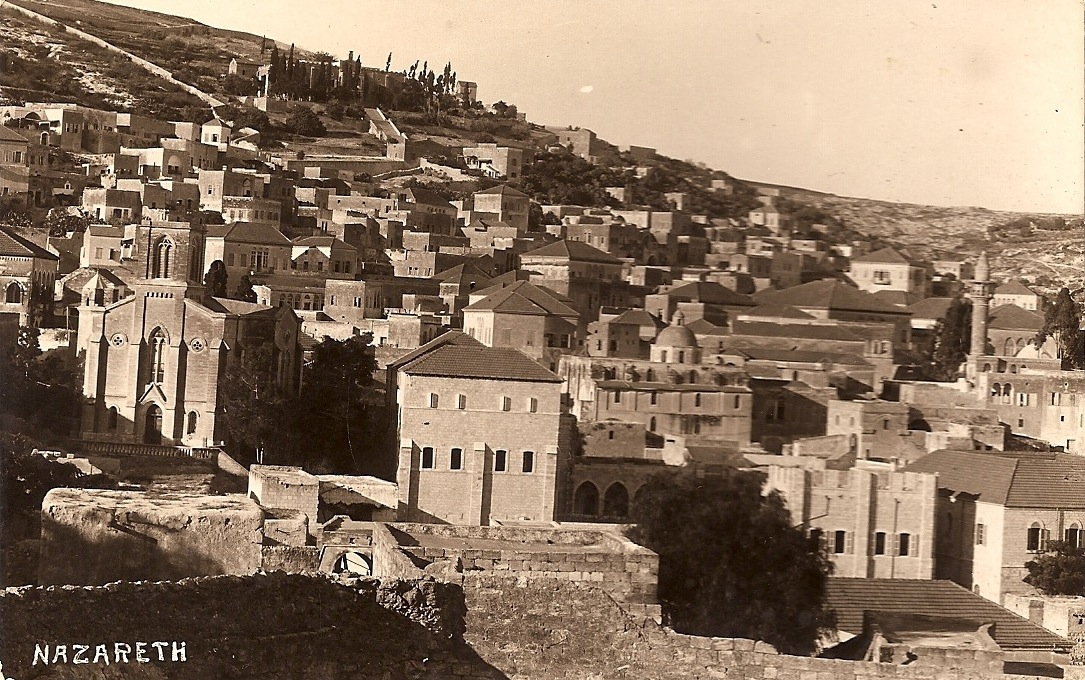
مدينة الناصرة في 1930 بعدسة فضيل سبا
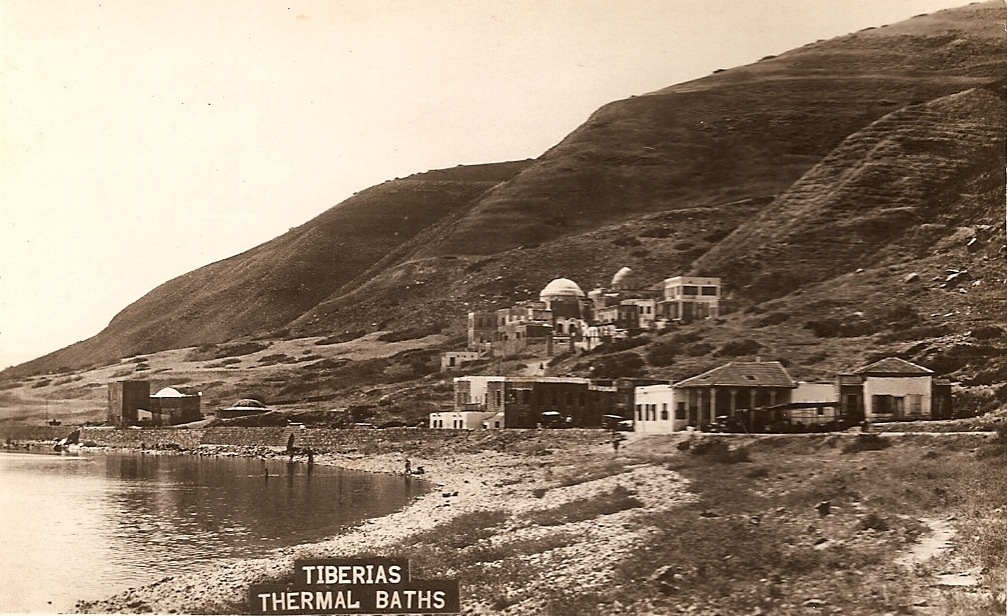